# 서경환
서경환(1985년 8월 19일 ~ )은 대한민국의 방송인이다. 글로벌 스타크래프트 II 리그, 글로벌 스타크래프트 II 팀 리그 캐스터와 스타 2 레디액션의 진행을 맡았다. 188cm라는 큰 키로 인해 스타 2 팬덤 사이에서는 '거캐', '서거신'이란 별명으로 불리고 있다.

## 개요
쇼핑호스트 출신으로 2011년 곰TV에 입사하여 캐스터로 활동했다.
2012년 10월 27일 쇼핑호스트로 복귀, GSTL 경기를 마지막으로 캐스터로서 하차를 하게 되었다.
2016년 1월 6일 SPOTV GAMES의 스타크래프트 II 스타리그 캐스터로 발탁, 게임 캐스터로 복귀했다.
그러다 오랫동안 교제했던 여자친구와 백년가약을 예정이나, 코로나 재확산으로 인해 내년으로 보류되었다.

## 경력
- 2011년 곰TV 캐스터
- 2012년 11월 현대홈쇼핑 쇼핑호스트
- 2016년 1월 CJ오쇼핑 쇼핑호스트
- CJ ENM 오쇼핑부문 쇼호스트
- SK스토아 쇼호스트
- Grip 그리퍼
- JB쇼퍼엔터테인먼트 대표이사